# 圣斯特凡诺-迪卡多雷
圣斯特凡诺-迪卡多雷（義大利語：Santo Stefano di Cadore）是意大利威尼托大区贝卢诺省的一个市镇。总面积100平方公里，人口2684人，人口密度26.8人/平方公里（2009年）。国家统计（ISTAT）代码为025050。

## 友好城市
- 義大利蒙特斯佩尔托利